# 1904년 하계 올림픽 그리스 선수단
그리스는 1904년 미국 세인트루이스에서 열린 제3회 하계 올림픽에 선수단을 파견했다. 3개 종목과 5개 세부 종목에 선수 14명이 참가하였다.

## 종목별 참가 선수 및 메달 집계
| 종목     | 참가 선수 | 1 | 2 | 3 | 합계 |
| 역도     | 1         | 1 |   |   | 1    |
| 육상     | 10        |   |   | 1 | 1    |
| 줄다리기 | 5         |   |   |   |      |
| 합계     | 14        | 1 | 0 | 1 | 2    |

### 메달리스트
| 메달 | 이름                    | 종목 | 세부 종목       | 날짜    |
| ---- | ----------------------- | ---- | --------------- | ------- |
|      | 페리클레스 카쿨시스     | 역도 | 남자 양손       | 9월 3일 |
|      | 니콜라오스 게오르간타스 | 육상 | 남자 원반던지기 | 9월 3일 |

## 역도
| 선수                | 세부 종목 | 기록   | 순위 |
| 페리클레스 카쿨시스 | 양손      | 111.70 | 1    |

## 육상
도로 경기
| 선수                    | 세부 종목 | 기록 | 순위 |
| 게오르기오스 드로소스   | 마라톤    | DNF  | -    |
| 게오르기오스 루리다스   | 마라톤    | DNF  | -    |
| 게오르기오스 밤카이티스 | 마라톤    | DNF  | -    |
| 디미트리오스 벨룰리스   | 마라톤    | 불명 | 5    |
| 안드류 오이코노무       | 마라톤    | 불명 | 14   |
| 이오아니스 루그키트사스 | 마라톤    | DNF  | -    |
| 카릴라오스 기안나카스   | 마라톤    | DNF  | -    |
| 크리스토스 제쿠리티스   | 마라톤    | 불명 | 10   |
| 페트로스 피필레스       | 마라톤    | DNF  | -    |

필드 경기
| 선수                    | 세부 종목  | 기록  | 순위 |
| 니콜라오스 게오르간타스 | 원반던지기 | 37.68 | 3    |
| 니콜라오스 게오르간타스 | 포환던지기 | DSQ   | -    |

## 줄다리기
| 선수         | 경기     | 상대                                      | 승패 | 순위 |
| Pan-Hellenic | 준준결승 | Southwest Turnverein of Saint Louis No. 1 | 패   | 5    |

## 참고 자료
- (영어) International Olympic Committee medal winners database
- (영어) George Seymour Lyon - Olympic Individual gold medal winner 1904
- (폴란드어) Pawel, Wudarski (1999). “Wyniki Igrzysk Olimpijskich”. 2008년 10월 14일에 원본 문서에서 보존된 문서. 2006년 12월 17일에 확인함.
- (영어) “Greece:1904 Olympic Results”. sports-reference.com. 2009년 3월 18일에 원본 문서에서 보존된 문서. 2010년 9월 1일에 확인함.